# Miconazolo
Il  miconazolo è un farmaco antifungino azolico ad azione ad ampio spettro con spiccata attività anche contro i batteri Gram-positivi. È ampiamente utilizzato per il trattamento di infezioni da lieviti a livello delle mucose, comprese quelle orali e vaginali; sebbene per via endovenosa non sia più disponibile, esistono una vasta gamma di supposte, creme, gel e compresse. Si ritiene che il farmaco agisca principalmente attraverso l'inibizione dell'attività della 14α-lanosterolo demetilasi, un enzima fungino.
È stato sintetizzato per la prima volta nel 1969 ed ha ottenuto l'approvazione della Food and Drug Administration l'8 gennaio 1974 per la commercializzazione come crema topica da parte della società farmaceutica INSIGHT Pharmaceuticals. Attualmente è disponibile in diverse formulazioni sia con prescrizione medica che da banco. Nonostante sia stato in uso clinico per un lungo periodo, la resistenza al miconazolo tra gli organismi sensibili è relativamente bassa.

## Farmacologia

### Indicazione d'uso
È indicato per il trattamento locale della candidiasi orofaringea nei pazienti adulti e per il trattamento aggiuntivo della dermatite da pannolino complicata da candidosi nei pazienti immunocompetenti di età superiore a quattro settimane. Il miconazolo è disponibile in forma farmaceutica sia di supposte che di crema per il trattamento delle infezioni da lieviti vaginali e per il sollievo del prurito e dell'irritazione vulvare ad essi associati. Infine, la crema di miconazolo è efficace nel trattamento del piede d'atleta causato dalla tinea pedis, della tigna inguinale provocata dalla tinea cruris, delle infezioni da dermatofiti originato dalla tinea corporis, della pitiriasi versicolor e della candidiasi cutanea.

### Farmacodinamica
Il farmaco è un antifungino azolico che agisce principalmente attraverso l'inibizione di una specifica demetilasi all'interno del complesso del CYP450. Poiché viene tipicamente applicato a livello topico ed assorbito in misura minima dalla circolazione sistemica dopo l'applicazione, la maggior parte delle reazioni nei pazienti è limitata all'ipersensibilità e ai casi di anafilassi. Al fine di evitare interazioni indesiderate tra farmaci, ai pazienti che utilizzano prodotti intravaginali viene consigliato di non fare affidamento sui contraccettivi per prevenire la gravidanza e le infezioni sessualmente trasmissibili, nonché di non utilizzare tamponi contemporaneamente.

### Meccanismo d'azione
Il miconazolo è un antifungino azolico utilizzato per il trattamento di una varietà di condizioni, comprese quelle causate da un'eccessiva crescita di candida. In modo unico tra gli azoli, si ritiene che esso agisca attraverso tre principali meccanismi:
- Il meccanismo primario d'azione è l'inibizione dell'enzima demetilasi 14α-lanosterolo del CYP450, che porta a un'alterata produzione di ergosterolo e a una compromessa composizione e permeabilità della membrana cellulare, con conseguente fuoriuscita di cationi, fosfati e proteine di basso peso molecolare.[2][9]

- Inibizione delle perossidasi e delle catalasi fungine senza influenzare l'attività della NADH ossidasi, il che porta a un aumento della produzione di specie reattive dell'ossigeno.[2][9][13] L'aumento delle specie reattive dell'ossigeno intracellulari porta a effetti pleiotropici a valle e, infine, all'apoptosi.[2]

- Infine, probabilmente a causa dell'inibizione della demetilazione del lanosterolo, il farmaco causa un aumento dei livelli intracellulari di farnesolo. Questa molecola partecipa alla comunicazione tra le cellule in candida, prevenendo la transizione da forme di lievito a forme miceliali e quindi la formazione di biofilm, che sono più resistenti agli antibiotici.[14][15] Inoltre, il farnesolo è un inibitore delle pompe di efflusso dei farmaci ABC, in particolare candida CaCdr1p e CaCdr2p, il che potrebbe contribuire ulteriormente all'aumento dell'efficacia degli antifungini azolici.[15]

### Assorbimento
Somministrato a volontari sani come singola compressa orale da 50 mg ha prodotto una concentrazione plasmatica massima media (Cmax) di 15,1 ± 16,2 mcg/mL, un'area sotto la curva (AUC0-24) media di 55,2 ± 35,1 mcg·h/mL e un tempo mediano di picco (Tmax) di 7 ore (intervallo 2,0-24,1). In questi pazienti, le concentrazioni plasmatiche misurabili variavano da 0,5 a 0,83 mcg/mL.
Il miconazolo topico viene scarsamente assorbito nella circolazione sistemica. Nei pazienti pediatrici di età compresa tra 1 e 21 mesi a cui sono state somministrate più applicazioni topiche di unguento al miconazolo per sette giorni, la concentrazione plasmatica di miconazolo era inferiore a 0,5 ng/mL nell'88% dei pazienti, mentre i restanti pazienti avevano una concentrazione di 0,57 e 0,58 ng/mL, rispettivamente. Allo stesso modo, nei pazienti a cui è stata somministrata una supposta vaginale da 1200 mg di miconazolo, si è osservata una Cmax media di 10,71 ng/mL, un Tmax medio di 18,4 ore e un AUC0-96 medio di 477,3 ng·h/mL.

#### Volume di distribuzione
Una supposta vaginale da 1200 mg ha determinato un volume di distribuzione apparente calcolato di 95.546 L, mentre una crema vaginale da 100 mg ha dato un volume di distribuzione apparente di 10.911 L.

#### Legame proteico
I dati in vitro suggeriscono il legame del farmaco all'albumina sierica umana, tuttavia il significato clinico di questa osservazione non è chiaro.

### Metabolismo
Viene metabolizzato nel fegato e non produce metaboliti attivi.

#### Via di eliminazione
Eliminato sia attraverso l'urina che attraverso le feci; meno dell'1% di miconazolo immodificato viene escreto nell'urina.

#### Emivita
Il principio attivo ha un'emivita terminale di 24 ore.

#### Clearance
I dati riguardanti la cleareance del farmaco non sono attualmente disponibili.

### Tossicità
Non sono stati riportati casi di sovradosaggio del farmaco. I pazienti che assumono una dose eccessiva sono a maggior rischio di gravi effetti avversi come mal di testa, irritazione della pelle, diarrea, nausea, vomito, dolore addominale e disgeusia. In caso di necessità si raccomandano misure sintomatiche e di supporto.
Il miconazolo ha una dose letale DL50 tramite somministrazione per via orale di 500 mg/kg nei ratti.